# Episodi di Troppi in famiglia (prima stagione)
La prima stagione della serie televisiva Troppi in famiglia è stata trasmessa in anteprima negli Stati Uniti d'America dalla NBC tra il 17 settembre 1996 e il 6 maggio 1997.
| nº | Titolo originale                             | Titolo italiano | Prima TV USA      | Prima TV Italia |
| -- | -------------------------------------------- | --------------- | ----------------- | --------------- |
| 1  | Pilot                                        |                 | 17 settembre 1996 |                 |
| 2  | Something About Jack's Ex                    |                 | 24 settembre 1996 |                 |
| 3  | Something About Seared Ahi                   |                 | 15 ottobre 1996   |                 |
| 4  | Something About a Family Photo               |                 | 22 ottobre 1996   |                 |
| 5  | Something About Schmoozing                   |                 | 29 ottobre 1996   |                 |
| 6  | Something About 12-H                         |                 | 12 novembre 1996  |                 |
| 7  | Something About Protection                   |                 | 19 novembre 1996  |                 |
| 8  | Something About Thanksgiving                 |                 | 26 novembre 1996  |                 |
| 9  | Something About Cheating                     |                 | 3 dicembre 1996   |                 |
| 10 | Something About an Older Guy                 |                 | 10 dicembre 1996  |                 |
| 11 | Something About a Christmas Miracle          |                 | 17 dicembre 1996  |                 |
| 12 | Something About Dante Proposing to Heather   |                 | 7 gennaio 1997    |                 |
| 13 | Something About Reverse Psychology           |                 | 21 gennaio 1997   |                 |
| 14 | Something About Cold Storage                 |                 | 4 febbraio 1997   |                 |
| 15 | Something About How Jack and Carly Met       |                 | 11 febbraio 1997  |                 |
| 16 | Something About a Silver Anniversary         |                 | 18 febbraio 1997  |                 |
| 17 | Something About Leeza                        |                 | 25 febbraio 1997  |                 |
| 18 | Something About My Two Dads                  |                 | 11 marzo 1997     |                 |
| 19 | Something About Two April Fools              |                 | 1º aprile 1997    |                 |
| 20 | Something About Carly on a Hot Tin Roof      |                 | 8 aprile 1997     |                 |
| 21 | Something About New Beds and Old Friends     |                 | 15 aprile 1997    |                 |
| 22 | Something About Secrets & Rules              |                 | 22 aprile 1997    |                 |
| 23 | Something About Inter-Ex-Spousal Relations   |                 | 29 aprile 1997    |                 |
| 24 | Something About Getting the Hell Out of Here |                 | 6 maggio 1997     |                 |